# Ackerman (Mississippi)
Pour les articles homonymes, voir Ackerman.
La ville d’Ackerman est le siège du comté de Choctaw, situé dans l’État du Mississippi, aux États-Unis. Sa population s’élevait à 1 594 habitants lors du recensement de 2020.
La rivière Noxubee prend sa source près d’Ackerman.